# 内海安吉

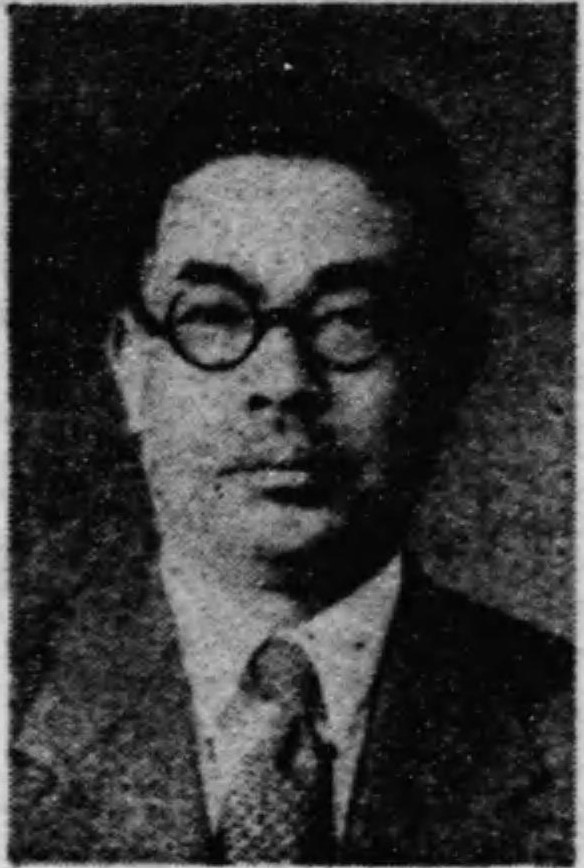
内海安吉

内海安吉像（宮城県石巻市日和山公園）
2009年には像の移転が取り沙汰されたが、2012年現在も日和山公園に設置されている。

内海 安吉（うつみ やすきち、1890年4月27日 - 1976年4月11日）は、日本の政治家。自由民主党衆議院議員。宮城県桃生郡小野村（現在の東松島市）出身。自民党衆議院議員で建設大臣、国土庁長官を務めた内海英男は長男。

## 来歴・人物
1890年（明治23年）桃生郡小野村の農家に生まれる。1910年（明治43年）日本大学法律科を卒業し、日本電報通信社に入社し政治記者となる。同社の京城支局員、大連支局長を経て、奉天公報社長、帝国新報社長を務めた他、内閣嘱託として、興亜院に入り、上海で勤務する。この間、帰国中に執筆した「産業立国策」が犬養毅に評価され、1930年（昭和5年）立憲政友会から第17回衆議院議員総選挙に立候補するが落選する。その後も1937年（昭和12年）第20回総選挙、1942年（昭和17年）第21回総選挙にそれぞれ立候補するがともに落選した。
戦後は内地に引き上げ、内海は鳩山一郎らの新党創設に参加し、日本自由党創立委員となる。1946年（昭和21年）戦後第一回目の総選挙となった第22回衆議院議員総選挙に立候補し当選する。以来連続9回当選。同年5月、衆議院議員初当選直後の石巻市長選挙（全国初の市民による市長の直接選挙）に立候補したが、800票余りの最下位で落選した。自由党では党務部長、総務などを歴任する。保守合同後は自民党に参加し、建設政務次官、衆議院建設委員長や内閣委員長を歴任した。地元の北上川総合開発を始めとし、全国の河川や道路を現地調査し、土木政策に通じた。
1967年（昭和42年）の第31回総選挙には立候補せず、息子の内海英男に地盤を譲った。1976年（昭和51年）4月11日死去。